# Friedrich Fabig
Friedrich Fabig (* 16. Februar 1916 in Hilden (NRW); † 6. Juni 1986 in Quedlinburg) war Saatzuchtleiter und Gemüsezüchter in Quedlinburg.

## Leben und Wirken
Nach Abschluss der Ausbildung als Gartenbauinspektor war er ab 1941 in der bekannten Quedlinburger Saatzuchtfirma Rudolf Schreiber und Söhne züchterisch bei Gemüse tätig. Nach dem Zweiten Weltkrieg wurde er in der Deutschen Saatzuchtgesellschaft (DSG) als Saatzuchtleiter eingesetzt und 1950 in das neu gegründete Institut für Pflanzenzüchtung Quedlinburg übernommen, welches ein Jahr später zur Akademie der Landwirtschaftswissenschaften der DDR in Berlin kam. Als leitender Mitarbeiter unter Gustav Becker und als langjähriger Abteilungsleiter für Gemüseneuzüchtung in Quedlinburg schuf er über 70 neue Gemüsesorten von Salat, Möhren, Bohnen, Erbsen, Tomaten u. a. Arten, die sich durch hohe Qualität und Gesundheitsresistenz auszeichneten und im In- und Ausland starke Beachtung fanden. Fabig hat als einer der ersten bei der Neuzüchtung von Gemüsesorten die Kombinationszüchtung systematisch angewandt und die Methodik der Heterosiszüchtung entwickelt. Eine der ersten Hybridsorten war die Tomatensorte Harzfeuer.
Obwohl mit der Theorie und Praxis der Pflanzenzüchtung bestens vertraut, publizistisch sehr aktiv und um die Heranbildung junger Pflanzenzüchter erfolgreich bemüht, kam Fabig erst mit über 56 Jahren zur Promotion, und dies wohl nur, weil die Institutsleitung es verlangte. Er war schon 1955 als Verdienter Züchter ausgezeichnet worden.